# استجابة الاتحاد الأوروبي لجائحة كوفيد-19
أحدثت جائحة كوفيد-19 وانتشارها في أوروبا آثارًا كبيرة لدى بعض الدول الأعضاء الرئيسية في الاتحاد الأوروبي وعلى مؤسسات الاتحاد الأوروبي، وخاصة في مجالات الشؤون المالية، والحريات المدنية، والعلاقات بين الدول الأعضاء.

## خلفية
في 12 يناير 2020، أكدت منظمة الصحة العالمية عن ظهور فيروس كورونا المستجد كسبب للمرض التنفسي الذي أصاب مجموعة من الأشخاص في مدينة ووهان، مقاطعة خوبي، الصين، إذ أُبلغ عنهم إلى منظمة الصحة العالمية في 31 ديسمبر 2019. كانت نسبة الوفيات بين الحالات المُشخصة بكوفيد-19 أقل بكثير من جائحة فيروس سارس في عام 2003، لكن انتقال العدوى كان أكبر، والوفيات أيضًا.

## الإطار العام
تركّزت معظم وفيات «الاتحاد الأوروبي/المنطقة الاقتصادية الأوروبية والمملكة المتحدة» ضمن الاتحاد الأوروبي بنسبة 77%، إذ بلغ عدد الوفيات 125,431 حالة وفاة من أصل 163,515 حالة في 29 مايو 2020، وبنسبة 73% من الوفيات في أوروبا وفقًا للتقرير الأسبوعي للمركز الأوروبي للوقاية من الأمراض ومكافحتها.
أُبلِغ عن عدد كبير من الحالات في الاتحاد الأوروبي بنسبة 58% من الحالات الأوروبية مع 1,105,287 حالة من أصل 1,899,216 حالة مُبلَغ عنها في 29 مايو 2020، وفقًا لنفس التقرير السابق.
تركّزت معظم وفيات «الاتحاد الأوروبي/المنطقة الاقتصادية الأوروبية والمملكة المتحدة» ضمن الاتحاد الأوروبي بنسبة 76%، إذ بلغ عدد الوفيات 128,247 حالة وفاة من أصل 168,400 حالة في 29 مايو 2020، وبنسبة 72% من الوفيات في أوروبا وفقًا للتقرير الأسبوعي للمركز الأوروبي للوقاية من الأمراض ومكافحتها.
أُبلِغ عن عدد كبير من الحالات في الاتحاد الأوروبي بنسبة 56% من الحالات الأوروبية مع 1,131,618   حالة من أصل 2,017,436  حالة مُبلَغ عنها في 29 مايو 2020، وفقًا لنفس التقرير السابق.

## تنسيق المفوضية الأوروبية
بمقتضى مبدأ تفريع السلطة في الاتحاد الأوروبي، لا يملك الاتحاد الأوروبي السلطات القانونية لفرض سياسة أو إجراءات إدارة الصحة، كتدابير الحجر الصحي أو إغلاق المدارس، على الدول الأعضاء.
في 21 يناير 2020، فعّلت منصة التأهب الأوروبي لمكافحة الأوبئة الناشئة (PREPARE)«الوضع 1» من استجابتها لتفشي المرض.
في 28 فبراير 2020، افتتحت المفوضية الأوروبية عملية مناقصة لشراء معدات طبية خاصة بكوفيد-19. قدمت عشرون دولةً عضوًا طلبات شراء. افتُتِحت جولة ثانية في 17 مارس لشراء قفازات ونظارات واقية وواقيات للوجه وأقنعة وملابس جراحية. كانت بولندا من بين الدول الأعضاء التي تقدمت بطلب للمناقصة للجولة الثانية. وادّعت المفوضية الأوروبية أن كل المشتريات قد لبِّيت من خلال العروض. وصف المفوض تيري بريتون الإجراء بأنه يوضح القوة التنسيقية في الاتحاد الأوروبي. وفي 19 مارس، أعلنت مفوضية الاتحاد الأوروبي عن إنشاء مخزون ريسكيو (rescEU) الاستراتيجي من المعدات الطبية، الممول بنسبة 90% من قبل المفوضية، للتعامل مع جائحة كوفيد-19.

## الجدل حول الرقابة الذاتية للدائرة الأوروبية للشؤون الخارجية
أصدرت الدائرة الأوروبية للشؤون الخارجية، المكلفة بمكافحة المعلومات المضللة من روسيا والصين، تقريرًا أوليًا عن تحديث الحالة في 1 أبريل أبرزت فيه محاولات الصين للتلاعب بالقصة. أكد التقرير أن وسائل الإعلام الحكومية الصينية والمسؤولين الحكوميين يروّجون «لنظريات غير مؤكدة عن أصل كوفيد-19» ويشددون أيضًا على «إظهار امتنان بعض القادة الأوربيين ردًا على المساعدات الصينية». ذكر التقرير الأصلي وجود أدلة على «جهود مستمرة ومنسقة من جانب المصادر الصينية الرسمية لإخلاء أي نوع من المسؤولية».
تبين أن الصياغة قد عُدِّلت تحت ضغوطات صينية لكتابة: «إننا نرى جهود مستمرة ومنسقة من جانب بعض الجهات الفاعلة، بما في ذلك المصادر الصينية، لإخلاء أي نوع من أ المسؤولية»، وطبقًا لصحيفة نيويورك تايمز فإن مكتب الممثل السامي للاتحاد الأوروبي، جوزيب بوريل، قد تدخل لتأخير نشر التقرير الأولي لتأمين التعديل المطلوب للصياغة. تلت ذلك فضيحة الرقابة الذاتية بعد تسريب رسالة بريد إلكتروني من موظف في الدائرة الأوروبية للشؤن الخارجية إلى صحيفة نيويورك تايمز والتي حذر فيها من أن تخفيف حدة التقرير «سيشكل سابقة رهيبة ويشجع على إكراه مماثل في المستقبل». أمر بوريل بإجراء تحقيق داخلي حول التسريب.

## وكالات الاتحاد الأوروبي
تلعب بعض وكالات الاتحاد الأوروبي دورًا في الاستجابة لجائحة كوفيد-19.
على سبيل المثال، تشارك وكالة الأدوية الأوروبية، الواقعة في أمستردام، في تقديم معلومات عن جائحة كوفيد-19، والتعجيل بتطوير واعتماد علاجات ولقاحات آمنة وفعالة، ودعم استمرار توافر الأدوية في الاتحاد الأوروبي.

### وكالة المركز الأوروبي للوقاية من الأمراض ومكافحتها
المركز الأوروبي للوقاية من الأمراض ومكافحتها (إي سي دي سي) هو وكالة الاتحاد الأوروبي للوقاية من الأمراض ومكافحتها.
يشارك في توفير المعلومات وتقييم المخاطر حول مرض كوفيد-19 للاتحاد الأوروبي، وربما للمملكة المتحدة خلال الفترة الانتقالية لخروج بريطانيا من الاتحاد الأوروبي.
خلال اجتماع دام يومين قبل ثلاثة أيام من اندلاع الأزمة في إيطاليا، تضاربت وجهات نظر العديد من الدول، لكن ألمانيا كانت قد وزعت اختبار تفاعل البوليمراز المتسلسل على 20 مستشفى وأجرت ألف اختبار، ولاحظت إيطاليا حاجة السوق العالمية المُلحة لبرنامج التحصين الموسع. أيًّا من النمسا وسلوفاكيا لا ترغبان في نشر الذعر بين الناس.
ترسل الوكالة نشرات أسبوعية لتوفير معلومات عن الأخطار التي يراقبها المركز الأوروبي للوقاية من الأمراض.
تقدم هذه النشرات عددًا من الحالات (حسب تحديد الدول الأعضاء) وعدد الوفيات في كل من الدول الأعضاء في المنطقة الاقتصادية الأوروبية وفي المملكة المتحدة ومعظم البلدان المتضررة. توفر أيضًا قيم إجمالية لتلك الأرقام في أوروبا أو الاتحاد الأوروبي/المنطقة الاقتصادية الأوروبية + المملكة المتحدة.
في 21 مايو 2020، اعتبر المركز الأوروبي للوقاية من الأمراض ومكافحتها أن الموجة الأولى في 29 دولة من أصل 31 دولة (الاتحاد الأوروبي/دول المنطقة الاقتصادية الأوروبية والمملكة المتحدة) تظهر اتجاهات آخذة بالتناقص في معدلات الإبلاغ عن حالات كوفيد-19 ذات الأربعة عشر يومًا، بينما بلغ إجمالي الحالات في الاتحاد الأوروبي/المنطقة الاقتصادية الأوروبية + المملكة المتحدة الذروة في 9 أبريل 2020.
قبل 22 مايو، رأى المركز الأوروبي للوقاية من الأمراض ومكافحتها ورئيسته أندريا آمون إلى جانب وكالة سلامة الطيران الأوروبية، أن موجة ثانية على وشك التفشي، لأن عدد الحالات المُبلغ عنها في مايو قد فاق عدد الحالات المُبلغ عنها في يناير/فبراير.
في 28 مايو 2020، نشر المركز الأوروبي للوقاية من الأمراض ومكافحتها منهجية لمساعدة سلطات الصحة العامة في الدول الأعضاء في الاتحاد الأوروبي/المنطقة الاقتصادية الأوروبية والمملكة المتحدة على تقدير مدى انتشار فيروس سارس-كوف-2 من خلال إجراء اختبارات جماعية باستخدام تفاعل البوليمراز المتسلسل للنسخ العكسي، بدلًا من الإبلاغ عن حالات فردية التي تقلل من شأن انتشار الفيروس.
ترى أندريا آمون أنه عندما يتساءل الناس كيف انتشر كوفيد-19 في أوروبا، يمكن اعتبار العودة من إجازات التزلج في جبال الألب خلال الأسبوع الأول من شهر مارس وقتًا محددًا لانتشار الفيروس والمرض في أوروبا.

#### تقييم المخاطر في الاتحاد الأوروبي/المنطقة الاقتصادية الأوروبية والمملكة المتحدة
| الخطر | المستوى   |
| خطر الإصابة بمرض خطير مرتبط بكوفيد-19 لدى الأشخاص في الاتحاد الأوروبي/المنطقة الاقتصادية الأوروبية والمملكة المتحدة: عامة السكان                                    | متوسط     |
| خطر الإصابة بمرض خطير مرتبط بكوفيد-19 لدى الأشخاص في الاتحاد الأوروبي/المنطقة الاقتصادية الأوروبية والمملكة المتحدة: كبار السن والأفراد الذين يعانون من أمراض مزمنة | مرتفع     |
| خطر الأمراض الأقل شدة، وتبعاتها على النشاط الاجتماعي والنشاط المرتبط بالعمل                                                                                         | مرتفع     |
| خطر حدوث انتقال كوفيد-19 على مستوى المجتمع المحلي دون الوطني في الاتحاد الأوروبي/المنطقة الاقتصادية الأوروبية والمملكة المتحدة                                      | مرتفع جدًا |
| خطر حدوث انتقال واسع النطاق لكوفيد-19 على مستوى المجتمع الوطني في الاتحاد الأوروبي/المنطقة الاقتصادية الأوروبية والمملكة المتحدة في الأسابيع المقبلة                | مرتفع     |
| خطر تجاوز قدرة نظام الرعاية الصحية في الاتحاد الأوروبي/المنطقة الاقتصادية الأوروبية والمملكة المتحدة في الأسابيع المقبلة                                            | مرتفع     |
| الخطر المرتبط بنقل مرض كوفيد-19 في المؤسسات الصحية والاجتماعية ذات الفئات الكبيرة المستضعفة                                                                         | مرتقع     |

## مشروع يورومومو
لا يقدم عدد الوفيات المُبلغ عنها الرقم الأدق للوفيات الناجمة عن الجائحة، ذلك لأن بعض البلدان تستخدم أساليب مختلفة قليلًا للإبلاغ عن هذه الوفيات.
ولتجنب مثل هذه التناقضات، يعمل علماء الأوبئة من معهد ستاينس سيروم أسبوعيًا ضمن مرصد الوفيات الزائدة «رصد الوفيات الأوروبية» (يورومومو) باستخدام بيانات 28 شريك من 24 دولة.
يستخدم هذا المشروع أساليب موحدة لتسهيل المقارنات الدولية.
يرى لاسه فيستيغارد أن تقديرات الوفيات الزائدة هي أفضل طريقة لمراقبة الوفيات جرّاء كوفيد-19. يحسب مشروع يورومو القيمة-z لتصنيف هذه الوفيات الزائدة.

## إدارة الحدود

### إدارة الحدود الخارجية
في 16 مارس، أوصت المفوضية الأوروبية الدول الأعضاء بتوصية مواطنيها بعدم الخروج من الاتحاد الأوروبي تجنبًا لنشر الفيروس خارج الاتحاد.

### إدارة الحدود الداخلية
في 28 مايو 2020، أبلغت إحدى اللجان الصحية عن تفشي كوفيد-19 مقترحةً استراتيجيات اختبار مناسبة قبل بدء إستراتيجية الخروج. من المطلوب تنسيق تخفيف حدة قيود السفر على مستوى الاتحاد الأوروبي. إن المسائل المتصلة بمنطقة شنغن والتنقل داخل الاتحاد الأوروبي تندرج أيضًا في نطاق سلطات اللجنة والدول الأعضاء في مجموعة الشؤون الداخلية، والمركز الأوروبي للوقاية من الأمراض ومكافحتها. في الوقت نفسه، يعمل الاتحاد الأوروبي على دعم خطة التلقيح ضد الفيروس.
في أوائل يونيو 2020، أفادت يلفا يوهانسون، مفوضة شؤون الاتحاد الأوروبي الداخلية، أن أغلب الدول الأعضاء تفضل بقوة إطالة فترة الحظر الداخلي على السفر لفترة قصيرة. ومن المقرر أن يبدأ رفع الحظر تدريجيًا في يوليو.

### عمليات الإعادة من خارج الاتحاد الأوروبي
في 29 مايو، أدت رحلات الإعادة إلى الوطن بموجب آلية الحماية المدنية التابعة للاتحاد إلى عودة 83,956  شخصًا إلى الاتحاد: 74,673 مواطنًا من الاتحاد الأوروبي و 9,283 مواطنًا من غير الاتحاد الأوروبي.

## استجابة البنك المركزي الأوروبي
في 18 مارس، أعلن البنك المركزي الأوروبي، برئاسة كريستين لاغارد، عن شراء 750 مليار يورو إضافية من سندات الشركات والسندات الحكومية الأوروبية لهذا العام. حثَّت لاغارد الحكومات الوطنية للدول الأعضاء على النظر بجدية في سندات دين صادرة بشكل مشترك لمرة واحدة (سندات كورونا).
بحلول أوائل أبريل، أعلن البنك المركزي الأوروبي عن اعتزامه دفع هدف عملية مراجعة الاستراتيجية من أواخر عام 2020 إلى منتصف عام 2021.
صرح رئيس البنك المركزي الأوروبي السابق ماريو دراجي بأن البلدان الأعضاء – لا القطاع الخاص – ينبغي أن تستوعب خسائر فيروس كورونا. وقد شبه تأثير فيروس كورونا بتأثير الحرب العالمية الأولى.

## الجدل حول سندات كورونا

المواقف الوطنية إزاء سندات كورونا
نعم/مؤيد
لا/ضد
موقف محايد أو غير معروف

صرّح رئيس الوزراء الإسباني بيدرو سانشيز قائلًا: «إن لم نقترح الآن استجابةً موحدةً وقويةً وفعالةً لهذه الأزمة الاقتصادية، سوف نعاني من تبعات أكثر قساوة، وستلاحقنا آثارها لفترة أطول، وسنعرض المشروع الأوروبي برمته للخطر». في حين علق رئيس الوزراء الإيطالي جوزيبي كونتي قائلاً: «إن المشروع الأوروبي برمته مهدد بفقدان مبرر وجوده في أعين مواطنينا».
تسبب الجدل حول كيفية الاستجابة للوباء وتداعياته الاقتصادية في ظهور شرخ بين الدول الأعضاء في شمال أوروبا وجنوبها، ما يعود بالأذهان إلى الجدل حول أزمة الديون الأوروبية في عام 2010. دعت تسع دول من الاتحاد الأوروبي -إيطاليا وفرنسا وبلجيكا واليونان والبرتغال وإسبانيا وأيرلندا وسلوفينيا ولوكسمبورغ- في 25 مارس إلى إصدار «سندات كورونا» (نوع من سندات اليورو) لمساعدة دولها على التعافي من الوباء. جاء في خطابهم: «تدعو هذه الظروف بقوة إلى إصدار مثل هذا الصك المشترك، لأننا نواجه جميعًا صدمةً خارجيةً متشابهة». عارضت دول شمال أوروبا مثل ألمانيا والنمسا وفنلندا وهولندا إصدار الدَين المشترك، خوفًا من الاضطرار إلى سداده في حالة تخلف الدول الأخرى، واقترحت بدلاً من ذلك تقديم البلدان طلبات للحصول على قروض من صندوق آلية الاستقرار الأوروبي. نوقشت سندات كورونا في 26 مارس 2020 في اجتماع للمجلس الأوروبي، وعلى عكس أزمة الديون الأوروبية – التي تسببت فيها جزئيًا الدول المتأثرة – لم تسهم دول جنوب أوروبا في انتشار جائحة فيروس كورونا، ومن ثم لم ترغب في تحمل أي مسؤولية وطنية.

## الاستجابة الحكومية إزاء الأزمة الصحية
ثمّة العديد من الإجراءات التي تقوم بها العديد من دول الاتحاد الأوروبي لمساعدة نظرائها من الدول.
في الفترة منذ 4 حتى 19 مارس، حظرت ألمانيا تصدير معدات الحماية الشخصية، وقيدت فرنسا تصدير المعدات الطبية، ما أثار انتقاد مسؤولي الاتحاد الأوروبي الذين دعوا إلى التضامن. أغلقت العديد من بلدان منطقة شنغن حدودها لمنع انتشار الفيروس.
عقد أعضاء المجلس الأوروبي مؤتمرًا عبر الفيديو في 10 مارس، حيث قدم الرئيس شارل ميشيل أربعة مجالات ذات أولوية حددها الزعماء:
- الحد من انتشار الفيروس
- توفير المعدات الطبية مع التركيز بشكل خاص على الأقنعة وأجهزة التنفس الصناعي.
- تعزيز البحث، بما في ذلك البحث في مجال اللقاح
- معالجة التبعات الاجتماعية الاقتصادية.

وفي مؤتمر ثانٍ عبر الفيديو عُقد في 17 مارس، أُضيف مجال خامس:
- مساعدة المواطنين الذين تقطعت بهم السبل في دول أخرى.

وفي المؤتمر المرئي الذي عُقد في 17 مارس، وافق الزعماء على فرض قيود مؤقتة على السفر غير الضروري إلى الاتحاد الأوروبي لمدة 30 يومًا.
وفي مؤتمرهم المرئي الثالث الذي عُقد في 26 مارس، تعهد أعضاء المجلس بزيادة القدرات المتعلقة بإجراء اختبارات الإصابة بفيروس كورونا نظرًا بتوصيات منظمة الصحة العالمية.
في 9 أبريل، وافق وزراء المالية من بلدان منطقة اليورو التسعة عشر على توفير 240 مليار يورو في هيئة أموال إنقاذ مالي للأنظمة الصحية، و200 مليار يورو في هيئة ضمانات ائتمانية لبنك الاستثمار الأوروبي، و100 مليار يورو للعمال الذين فقدوا رواتبهم. وفي مؤتمرهم المرئي الرابع الذي عُقد في 23 نيسان، أقرَّ المجلس الأوروبي الخطة، ودعا إلى بدء العمل بهذه الحزمة بحلول 1 يونيو 2020. وفي نفس المؤتمر، كلَّف المجلس المفوضية الأوروبية أيضًا باتخاذ خطوات نحو إنشاء صندوق للإنعاش، والذي كان من المتوقع أن يصل حجمه إلى تريليون يورو على الأقل. ماتزال الدول الأعضاء تتنازع على الطرائق المتبعة لهذا الصندوق الأخير، مع توجه فرنسا وإيطاليا وإسبانيا بطلبات للحصول على منح مقدمة للاقتصادات المنكوبة، وتفضيل ألمانيا القروض بقوة.
في 27 مايو، اقترحت المفوضية الأوروبية إنشاء صندوق للإنعاش تحت اسم «الجيل القادم من الاتحاد الأوروبي»، مع تخصيص منح وقروض لكل دولة من دول الاتحاد الأوروبي بقيمة 500 مليار يورو و250 مليار يورو على التوالي. ثم أعقب ذلك مفاوضات مكثفة رفضت فيها ما تُسمى «الدول المقتصدة»، كالنمسا وهولندا والدنمارك والسويد، فكرة تقديم المساعدات النقدية، وفضلت القروض بدلاً من ذلك. وبموجب الاقتراح، فإن الأموال التي يتم جمعها في سوق رأس المال سوف تُسدد في الفترة بين 2028 و2058.

## قانون الطوارئ في المجر
أصدرت 16 دولةً عضوًا في الاتحاد الأوروبي بيانًا في 1 أبريل، حذرت فيه من احتمالية إسهام بعض الإجراءات الطارئة التي أصدرتها الدول خلال جائحة فيروس كورونا في تقويض مبادئ سيادة القانون والديمقراطية، وأعلنوا «دعمهم مبادرة المفوضية الأوروبية لمراقبة تدابير الطوارئ وتطبيقها لضمان المحافظة على قيم الاتحاد الأساسية». لم يتحدث البيان عن المجر، لكن يُرجح المراقبون إشارته ضمنيًا إلى قانون مجري يمنح الحكومة المجرية السلطة الكاملة خلال جائحة فيروس كورونا. يُذكر انضمام الحكومة المجرية في اليوم التالي إلى الدول المشاركة في البيان.
أقر البرلمان المجري في 30 مارس عام 2020 القانون الذي يمنح بالأغلبية المؤهلة السلطة العامة للحكومة: 137 صوتًا مقابل 53 صوتًا. أعلن رئيس المجر، يانوش أدير، عقب إصدار القانون أن تفويض الحكومة يأتي لمدة معينة بالتزامن مع منحها صلاحيات محدودة. أعربت رئيسة المفوضية الأوروبية، أورسولا فون دير لاين، عن قلقها إزاء إجراءات الطوارئ المجرية وأكدت أهمية اقتصارها على الضرورات، واقترح وزير الخارجية ميخائيل روث استخدام العقوبات الاقتصادية ضد المجر.
قدم رؤساء 13 حزبًا من أعضاء حزب الشعب الأوروبي (إي بّي بّي) اقتراحًا بشطب عضوية الاتحاد المدني المجري (فيدس) في التشريع الجديد في 2 أبريل. ردّ فيكتور أوربان على الاقتراح عبر رسالة موجهة إلى الأمين العام لحزب الشعب الأوروبي أنطونيو لوبيز-إستوريس وايت أعلن فيها نيّته مناقشة القضايا المتعلقة بعضوية فيدس «حالما ينتهي الوباء». علّق على اقتراح القادة السياسيين الثلاثة عشر قائلًا: «لا يمكنني تصوّر امتلاك أي منا الوقت لتخيل نوايا الدول الأخرى. يبدو أنها رفاهية باهظة الثمن هذه الأيام». نُشر مقطع فيديو في مؤتمر لوزراء خارجية الدول الأعضاء في الاتحاد الأوروبي في 3 أبريل 2020، طلب فيه وزير الخارجية المجري، بيتر سيارتو، من الوزراء الآخرين قراءة التشريع نفسه بدلًا من اعتماد صورته المسيسة في الصحف قبل التعليق عليه.